# Microstylum imbutum
Microstylum imbutum là một loài ruồi trong họ Asilidae. Microstylum imbutum được Walker miêu tả năm 1851. Loài này phân bố ở miền Ấn Độ - Mã Lai.